# 東亞電影
東亞電影是指東亞國家出產的電影工業或電影。它可被看作世界電影之一的亞洲電影的一部分，世界電影是一個形容任何外語電影的廣泛名詞。
而遠東電影、亞洲電影和東方電影這些名詞有時會被用作“東亞電影”的同義詞，尤其在美國，但是這是錯誤的。因為遠東電影、亞洲電影和東方電影是可以廣泛地適用於指其他亞洲地區所製作的電影，特別是像印度這個同樣擁有巨大寶萊塢電影工業的國家。 

## 樣式與類型
東亞電影的範圍都是很廣大的和有很多不同樣式和類型的。東亞電影在西方國家尤其著名的是：
- 武打電影（顯著地不同樣式的香港動作電影，例如古裝功夫、動作喜劇和武俠）
- 時代劇
- 恐怖電影
- 日本動畫
- 英雄式血灑（尤其集中於流氓和黑社會犯罪組織）
- 特攝片